# 원미고등학교
원미고등학교(遠美高等學校)는 대한민국 경기도 부천시 원미구 중동에 있는 공립 고등학교이다.

## 학교 연혁
- 1997년 1월 14일 : 원미고등학교 설립인가(학년당 보통과 12학급, 남·여 공학)
- 1997년 3월 1일 : 초대 조동현 교장 취임
- 1997년 3월 4일 : 제1회 입학식(11학급 585명), 중원고에서 개교
- 1997년 6월 14일 : 본 교사로 이전(보통교실 12, 특별교실 9.5, 관리실 4, 기타 3, 계 28.5실)
- 1998년 6월 23일 : 본 교사 완공(총 88실)
- 2012년 2월 9일 : 제13회 졸업식 15학급(550명, 총 7,790명)
- 2020년 3월 1일 : 제7대 김윤태 교장 취임
- 2024년 1월 8일 : 제25회 졸업식 9학급(223명)
- 2024년 3월 4일 : 제28회 입학식 9학급(225명)

## 참고 자료
- 원미고등학교 - 한국교육학술정보원 학교알리미